# 廖秀年

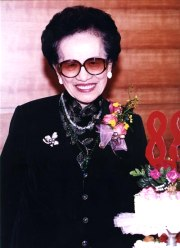
廖秀年肖像

廖秀年（1915年1月—2012年8月13日），為臺灣第一位國小女校長，退休後長年擔任志工。

## 生平
廖秀年生於1915年1月，九歲時父親去世，台北州立第三高等女子學校畢業後取得教書資格後分發桃園教書。當時日治時期的桃園地區的小學，她是第一位教高年級課程的台籍老師。她教出的學生比日籍教師教得還好，因此成了「升學名師」。中華民國政府統治臺灣第一年，她帶領全班五十八人北上考試，創下五十八人全部錄取的紀錄。
1954年11月12日，桃園中山國校成立，由廖秀年擔任校長。次年報導時，身為桃園縣五十九間國校唯一的女性校長的她，還在2月22日提案要新派校長時應以女性為原則。因她是從清寒家庭出身，知道想念書經濟卻不允許的苦，所以擔任校長時便為許多學生籌學費。當地南門里有住民全家陷入困境，她還會發動師生捐助。1968年，轉任桃園國小校長直到退休。像是呂秀蓮、徐鴻志、許新枝、楊敏盛等出身桃園的名人都是她的學生。吳志揚則在讀桃園國小附設幼稚園時，就認識了廖校長。
1980年2月退休時，廖秀年自退休金新台幣八十九萬元中撥十萬元，再由學生籌措滿一百萬元成立「廖秀年優異獎學金」。退休後，她與高中同學陳英桃一起去桃園敏盛醫院做志工。1987年3月31日，吳尊賢文教公益基金會以廖秀年退休後仍致力教育貧苦兒童、組織桃園市婦女慈愛服務隊成立愛心基金、參與社會服務的事蹟，與姚卓英、魏海蓮等人並列愛心獎名單。2000年1月23日，桃園縣好人好事運動協會頒獎給同樣八十三歲的廖秀年、與榮民喬兆印。2004年10月21日，桃園縣政府社會局表揚廖秀年與陳英桃多年來在醫院作志工。2005年10月26日，第一屆桃園奉獻獎表揚大會，廖秀年和鍾肇政、馬玉芳、巴義慈等得獎。
童年時受父親刺激之故，廖秀年因此決定終身不嫁。原先廖秀年住在桃園市中華路的日治時期宿舍，但1992年3月29日遭火災，導致她得到的牌匾也被毀。晚年的廖秀年常住在台北，由養子媳照顧。2012年8月13日下午，廖秀年在台北去世。治喪時，教育局表示桃園國小考證，廖秀年是台灣第一位國小女校長。